# Stefan GP
Stefan Grand Prix Team (Stefan GP) es un proyecto de escudería serbia de Fórmula 1, que tuvo intención de competir en la temporada 2010. El jefe de este equipo fue Zoran Stefanović.

## Orígenes
En 2009, la FIA abrió una convocatoria para inscribir a nuevos equipos en cara a la temporada 2010 de F1. Quince solicitudes se recibieron, y tres fueron aceptadas, las de Virgin Racing, Campos Meta y US F1 Team.
Zoran Stefanović, al no ver a su equipo entre los inscritos, presentó una denuncia ante la Comisión Europea, alegando que el proceso de selección de entrada había sido parcial en favor de los equipos que habían elegido llevar motores Cosworth. Stefanović ya había intentado entrar a la Fórmula 1 en dos ocasiones, pero fue rechazado.

## Compra de chasis, motor e instalaciones de Toyota
En noviembre de 2009, Toyota se retiró oficialmente del campeonato, quedando su equipo en venta. Stefanović anunció sus planes para comprar el equipo y llegar a tiempo para competir en Baréin. En enero de 2010, se anunció la compra del chasis, del motor y de las instalaciones de Toyota Racing en Colonia (Alemania). El 2 de febrero de 2010, anunciaron el envío de un contenedor de 12 metros a Baréin provisto de material con la intención de estar en la parrilla de salida de la primera carrera de 2010. El 4 de febrero, se dijo que el equipo Stefan GP había comprado el chasis que iba a usar el equipo Campos Meta, por lo que se dudó la participación del equipo español, y le daba más apoyo a la entrada del equipo serbio. Sin embargo, Adrián Campos desmintió la noticia, ya que tenían contrato con Dallara.
Los probables pilotos iban a ser el ex Campeón Mundial Jacques Villeneuve (Canadá) y Ralf Schumacher (Alemania) hermano del ex 7 veces Monarca de la F1 y sus pilotos probadores Alvaro Parente (Portugal), Pastor Maldonado (Venezuela) como piloto de emergencia + segundo suplente y el ex directivo de Toyota John Howett (Inglaterra) como probable Asesor Deportivo.